# 斯普魯恩斯號驅逐艦 (DD-963)
斯普魯恩斯號 (DD-963)是美國海軍的斯普魯恩斯級驱逐舰的首舰，并以海軍上將雷蒙德·斯普魯恩斯的名字命名。 斯普魯恩斯號船舶下水由位于密西西比州帕斯卡古拉的Litton Industries的英戈尔斯造船厂建造，并由斯普魯恩斯太太啟航，由指挥官 Raymond J. Harbrecht指揮。斯普鲁恩斯號曾在美国大西洋舰队服役，被分配到第24驱逐舰中队，并在佛罗里达州梅波特海军基地开展行动。 斯普魯恩斯號于2005年3月23日退役，然后于2006年12月8日被當作靶船擊沉。

## 舰历

### 1960 年代
巴斯钢铁厂 、 通用动力和Litton Industries于 1969 年 4 月 3 日提交了生产 DD-963 的提案。在分配的 3,000 万美元中，已向三个承包商提供了 2,850 万美元。 最终，利顿的竞标赢得了竞争。

### 1970 年代
斯普鲁恩斯級是第一個非常成功的反潛作戰和反舰驱逐舰等級，也是美国海军第一艘由燃氣渦輪發動機驱动的驱逐舰。起初，她装备了两门Mk 45艦砲、一个ASROC导弹发射器和一个八单元北约海麻雀导弹发射器。斯普魯恩斯號在1980年代后期換裝一套 Mark 41垂直发射系统(VLS)。这取代了原来的 Mark 16 ASROC 发射器。在斯普魯恩斯號服役几年后，还增加了一个用于魚叉反艦飛彈的八单元发射器。
斯普鲁恩斯號的第一次作战部署是在1979年10月，作为萨拉托加航母战斗群的成员到地中海。该特遣部队的其他战舰包括比德尔號、康宁厄姆號、密尔沃基號和贝克山號。在这次部署期间，斯普鲁恩斯号转入黑海，对新的苏联直升机航母Moskva号进行监视，因为它从她的造船厂驶往苏联红旗北方舰队。斯普鲁恩斯號的一台LM2500燃气轮机主发动机出现故障，不得不在作战部署期間也同時更换发动机。这在港口成功完成。 
斯普鲁恩斯號是美国舰队中的第一艘燃气轮机动力舰，它有一面补给進行中的脫离旗（在从海上的后勤船接受补给和燃料时悬挂上），它是航空母舰侧面的大型黄色警告的翻版，在大的黄色背景上有红色的正楷写着 "小心喷气式爆炸"。航空母舰的一侧，红色大写字母在黄色大背景上写着“小心喷气式爆炸”。在“脫開”（展开）升降索上的旗帜之后，他们會播放 1976 年电影《洛基》中的主题曲，此時的他們正在加快速度驶向后勤船。 

### 1980 年代
斯普鲁恩斯號于1980年在诺福克海军造船厂进行了她的第一次大修。在1983年短暂的造船厂期间，她換裝了方陣快砲和 TAS Mk 23 雷达系统。

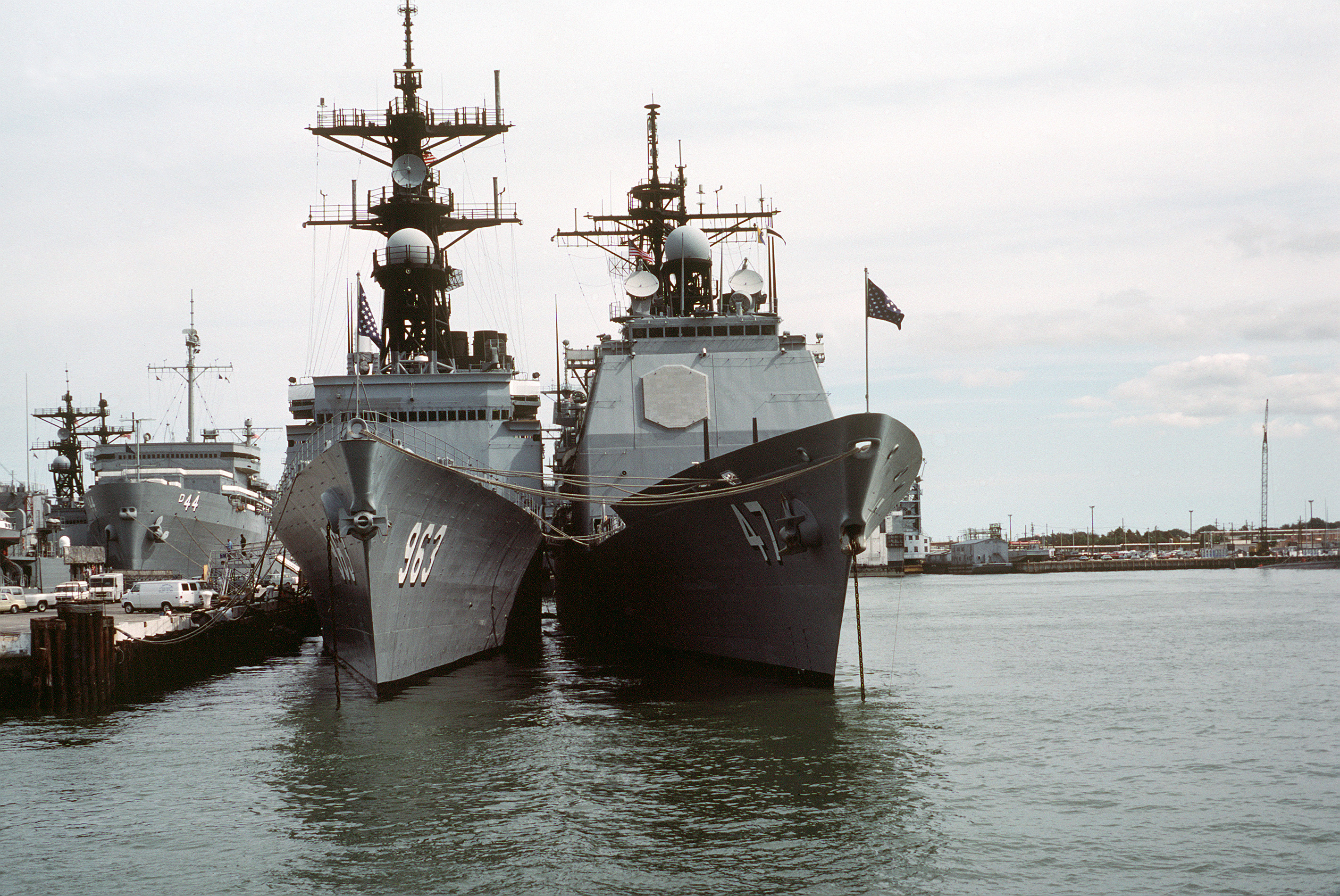
在1983年10月8日斯普魯恩斯號与提康德羅加號

斯普鲁恩斯號于1983年驶入阿拉伯海，包括1983年5月访问肯尼的亚蒙巴萨港口。1982年6月，她在解除任務之前，在贝鲁特短暂停留。1982年，她在當年的夏天裏通过了苏伊士运河和巴拿马运河。 
1983年1月，斯普鲁恩斯在波斯湾部署了六个月的时间，在那里她花了四个半月的时间与奧利弗·哈澤德·佩里號一起进行观察 伊拉克-伊朗战争期间。 1984 年，她还与 Teamwork '84 在北大西洋和北冰洋开展了行动。她于 1984 年 11 月部署到地中海，并在 1984 年感恩节期间进行了第二次黑海行动。她于 1985 年 5 月从部署中返回，此后不久进入第二次大修期，在此期间她收到了 VLS、拖曳阵列和 SH 60。她于 1993 年 5 月 26 日在红海部署了六个月的时间，在那里她花了三个半月的时间进行访问、登船和搜查行动，以支持联合国对伊拉克的制裁。在隶属于美国第六舰队期间，斯普鲁恩斯号在西班牙罗塔进行了短暂停留以获取燃料，随后访问了西班牙帕尔马的自由港。在地中海的其他停靠点包括在西西里岛奥古斯塔湾的短暂停留，然后到克里特岛的苏达湾，与USS进行维护期 (IMAV) 雪兰多。斯普鲁恩斯號于6月29日通过苏伊士运河。 
Vern Clark和Gary Roughead 上将（后来分别成为第27和第29任任海军作战部长）从1984年到1985年分别担任斯普鲁恩斯號的指挥官和执行官。 
1989年1月26日，斯普鲁恩斯号以3節（5.6每小時；3.5英里每小時）在巴哈马的安德罗斯岛附近。 事件发生在该岛东部深水海沟的反潜训练演习中。海军拖船和布恩号航空母舰使这艘船重新漂浮起来，这艘船的船体、螺旋桨、声纳罩和前桅杆遭受了180万美元的损失。一份海军报告指责一名在事件发生时担任指挥官的下级军官 WT Hicks 中尉，发现他忽略了军需官的建议，军需官建议不要改变航向，让他们更接近珊瑚礁。 希克斯在停飞后从海军退役。在导致搁浅的演习时，该船的船长特拉维斯·W·帕克指挥官或执行官 JM·布雷克尔指挥官都没有在驾驶台上。

### 1990 年代
抵达红海后，在CTG 152.1的指挥下，海上拦截部队指挥官，斯普鲁恩斯担任特遣部队指挥官的旗舰职责。在驻地期间，斯普鲁恩斯是三位不同特遣部队指挥官的旗舰。在驻地期间，斯普鲁恩斯与埃及海軍和约旦海军进行了演习。斯普鲁恩斯在红海任职期间，她多次访问埃及赫尔格达港口，让船员休息和放松。在埃及的萨法加和约旦的亚喀巴进行了其他官方港口访问，斯普鲁恩斯在那里接待了高级军事和大使馆官员。 1993 年 9 月 10 日，斯普鲁恩斯号拦截了自 1990 年 8 月实施制裁以来的第 18,000 艘船，作为执行联合国对伊拉克制裁的多国海上拦截行动的一部分。在正常的拦截行动中，该船的船员在北红海拦截了一艘悬挂马耳他国旗的散货船“早期之星”。这艘商船正从厄立特里亚的马萨瓦航行到亚喀巴。由于船是空的，它被允许向目的地前进。
斯普鲁恩斯號在完成了 170 多次執勤之後，于 10 月 9 日由海勒号取代成為旗舰，然后于10月11日开始通过苏伊士运河返回家园。回到地中海后，船停經法国的土伦、西班牙的阿利坎特；和西班牙的罗塔。她于11月14日回到母港。 
1994 年 7 月，作为捍衛民主行動的一部分，美国海军舰艇被指派协助执行联合国对海地的禁运。然而，非常多的海地人在海上被接走，以至于美国海岸警卫队的船隻需要该地区的美国海军舰艇的协助才能处理这麼大的量。其中也包括斯普鲁恩斯號，它搭载了900名海地人前往關塔那摩灣海軍基地。 
斯普鲁恩斯號在部署后转移到弗吉尼亚州的朴茨茅斯港并进入乾船坞。
1996年七月，斯普鲁恩斯號参加了美国在波罗的海举行的第24届年度海上邀请演习——BALTOPS 96號演习。演习由空中、水面和地下行动组成，包含有来自12个不同中队的47艘舰船和飞机，这些中队由13个北约成员国和和平伙伴关系国家派出：比利时、丹麦、爱沙尼亚、芬兰、德国、立陶宛、拉脱维亚、荷兰、波兰、俄罗斯、瑞典、英国和美国。 
从1997年4月到10月，斯普鲁恩斯号在地中海航行，航母战斗群支持约翰·肯尼迪號。作为第 24 驱逐舰中队的旗手，斯普鲁恩斯在整个部署过程中做出了重大贡献，包括：访问了13个外国港口；在地中海和黑海参加五次多国海军演习；在荷兰鹿特丹担任总统支援舰；代表美国海军在法国南海图勒，纪念盟军在法国南部登陆52周年；并在1997年乌克兰独立日庆祝活动期间接待乌克兰军事和外交贵宾。在此期间，斯普鲁恩斯还参加了在黑海举行的“和平伙伴关系”演习“Sea Breeze 97”。 Sea Breeze 97 培训军队如何为乌克兰南部模拟地震的受害者提供人道主义救济。 
1999 年秋天，斯普鲁恩斯从约翰·肯尼迪號航母大队中脱离出来，以解救彼得森號作为美国驻地中海常备海军部队 (STANAVFORMED) 的代表。在佛罗里达东海岸处理了飓风弗洛伊德和飓风格特的影响后，斯普鲁恩斯与约翰肯尼迪航母集团的其他船只越过大西洋并进入地中海。 STANAVFORMED 是北约“反应部队”的一部分，因此随时准备应对北约感兴趣区域的任何危机，尽管其主要行动区域是地中海。斯普鲁恩斯號预计将在 2000 年 3 月之前继续分配给 STANAVFORMED。 

### 2000 年代

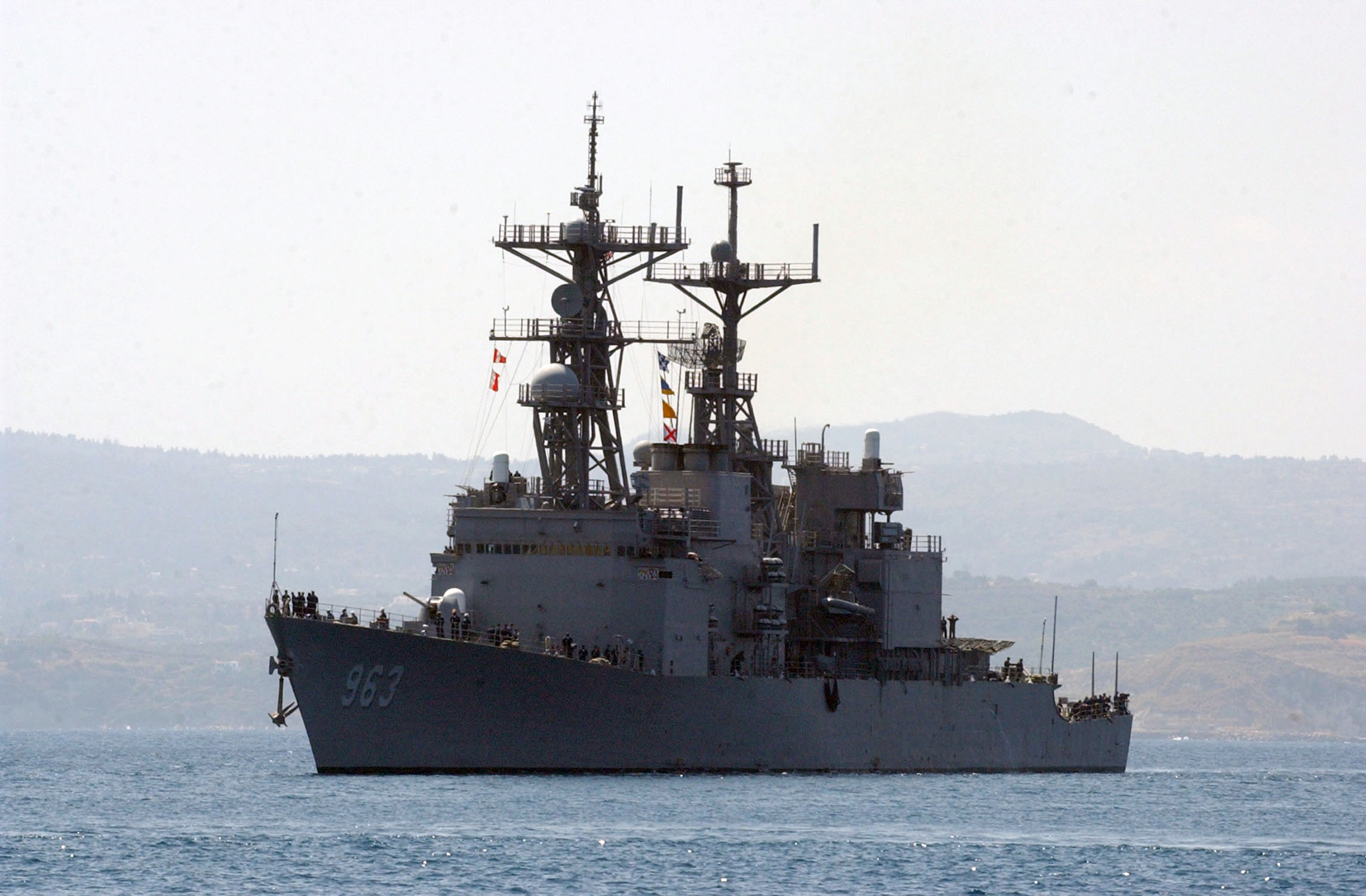
斯普鲁恩斯号于2004年抵达克里特岛进行港口访问

2000年6月1日，斯普鲁恩斯号成为十多年来第一艘使用佛罗里达州杰克逊维尔乾船坞的美国海军舰艇。她于6月1日早些时候离开佛罗里达州梅波特海军基地，沿着圣约翰河前往乾船坞设施，并一直待在那里直到8月初。在乾船坞期间，将船从水中升起，对船体进行清洁和检查，并进行纠正性和预防性维护。 2001年9月24日，作为约翰·肯尼迪号航母战斗群的一部分，斯普鲁恩斯号开始使用別克斯島的内部靶场，并结合他们的综合部队训练演习 (COMPTUEX) 。该演习于前一周开始，还利用了波多黎各北部和南部的作战区域，包含复杂的战斗群训练活动、海军水面火力支援训练和空对地轰炸。 COMPTUEX 是一项中级战斗群演习，旨在将战斗群打造为一个有凝聚力的战斗团队，是部署前训练周期中的关键一步，也是计划于次年年初举行的战斗群联合特遣部队演习 (JTFEX) 的先决条件. COMPTUEX 的成功完成也证明了这艘航母及其搭载的戰机有资格进行远洋作业。 
从2002年1月19日到1月26日，斯普鲁恩斯号与约翰·肯尼迪号航母群一起参加了联合特遣部队演习 (JTFEX) 02-1 的第一阶段；2月7日至14日，联合特遣部队演习 (JTFEX) 02-1 第二阶段。 JTFEX 旨在满足对质量、现实训练的要求，为美军进行联合和联合作战做好准备，同时也提供了验证 CVBG 部署的机会。那个特殊的联合特遣部队计划分两个阶段进行，以适应最近对航母的维修，这要求它在第一阶段期间在码头进行。演习在东海岸附近的水域以及北卡罗来纳州和佛罗里达州的训练场进行。 
斯普鲁恩斯号于2004年6月与约翰·肯尼迪号航母群一起部署，于2004年12月7日返回梅波特。她于2005年3月23日退役。2006年12月8日，她作为飞机发射的鱼叉导弹的靶船被击沉。

## 圖集

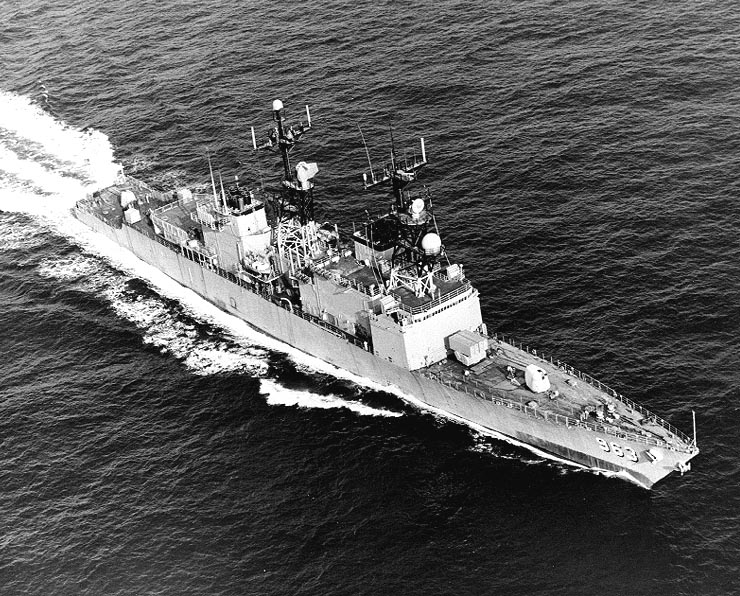
1975 年 2 月，USS云杉
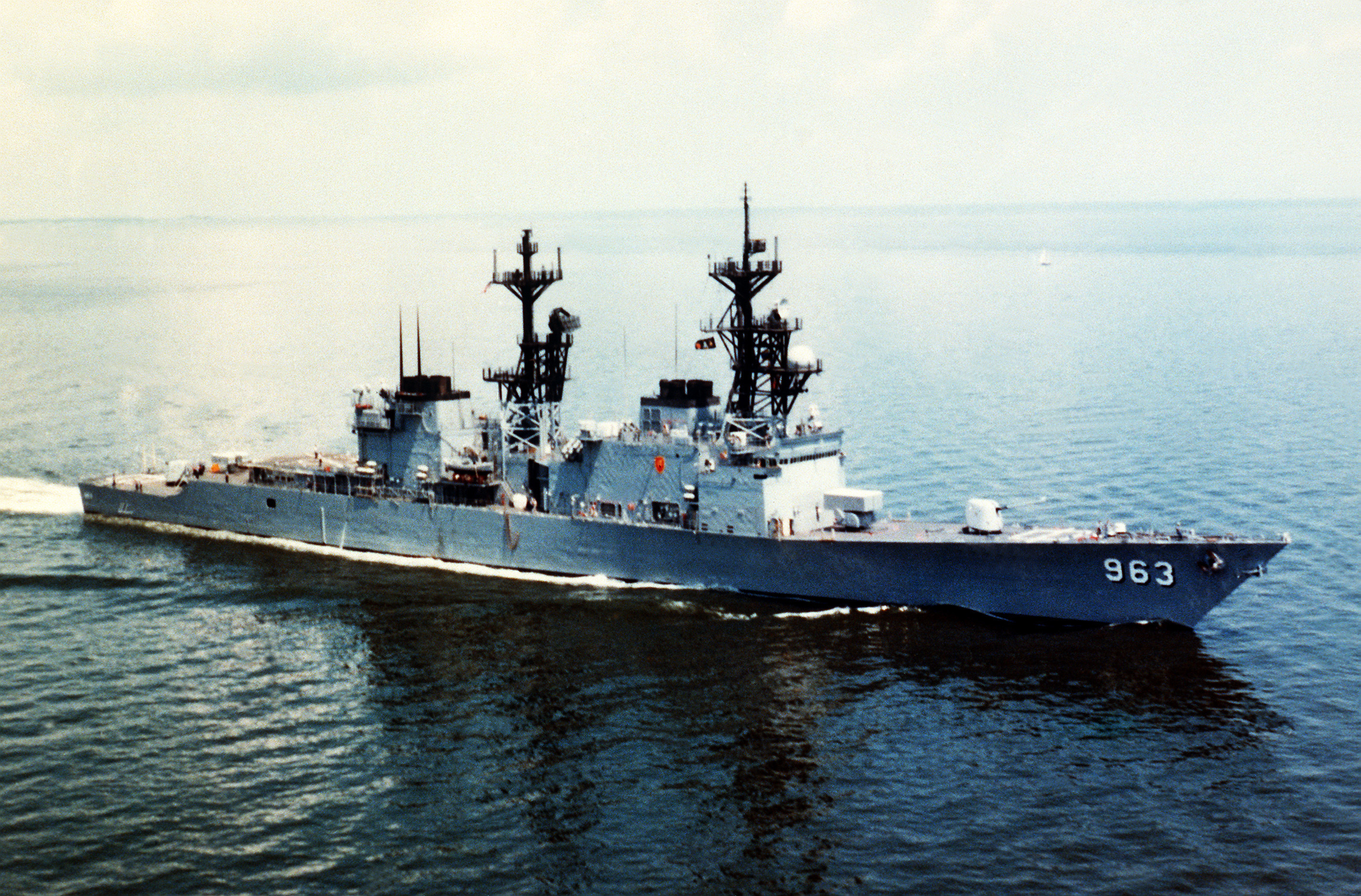
1982 年 2 月 1 日，USS Spruance
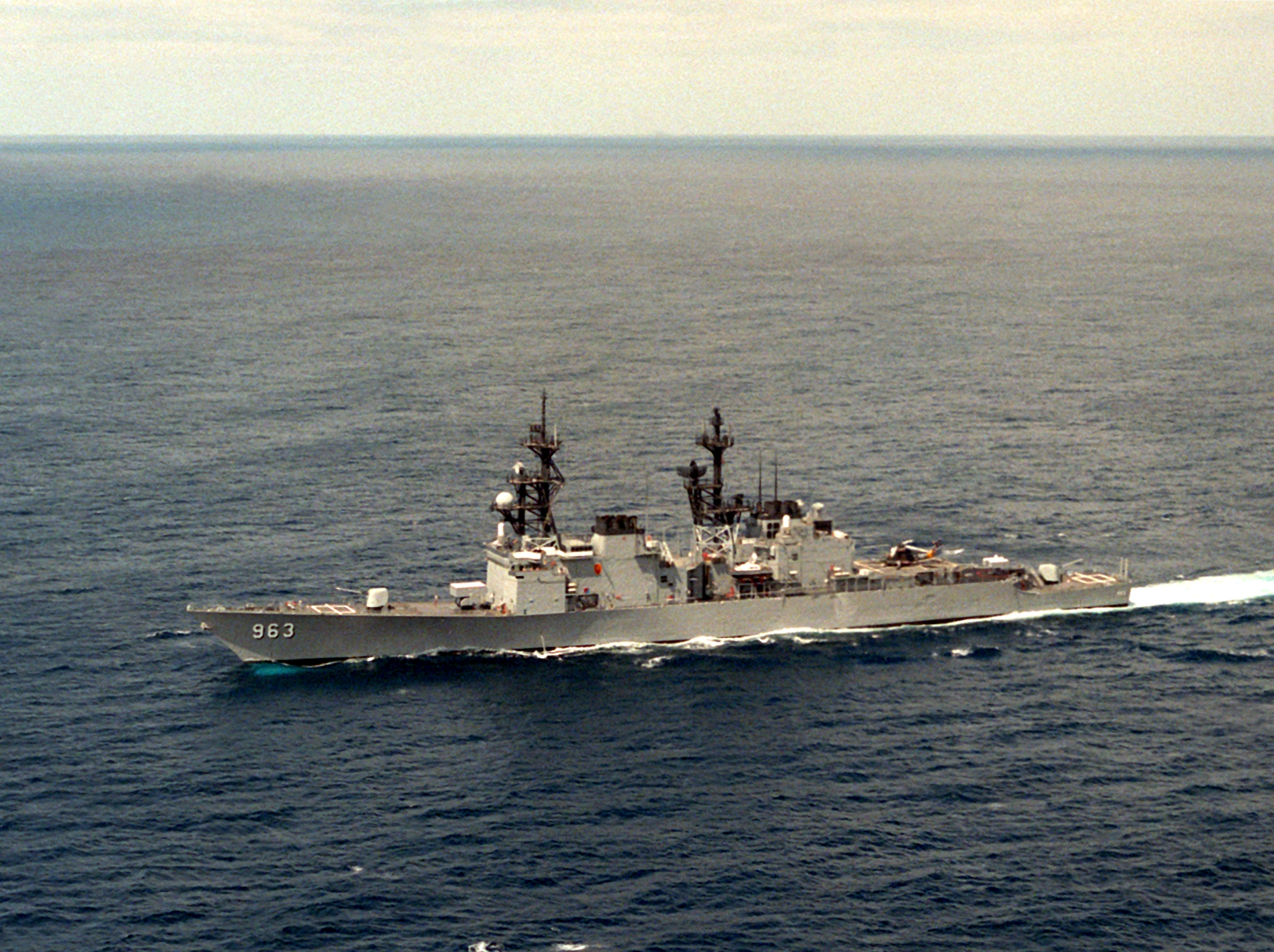
1986 年 11 月 29 日，USS Spruance
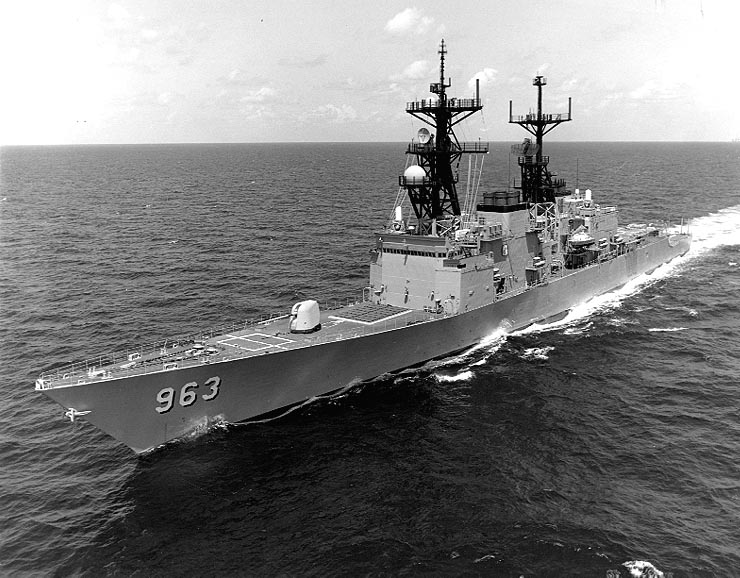
1987 年 6 月，USS云杉

## 獲奖
- 联合功勋单位奖——（1991 年 6 月至 8 月，1992 年 2 月至 3 月）
- 海军单位表彰–（1991 年 1 月至 2 月，1990 年 8 月至 1991 年 11 月）
- 海军功勋单位表彰——（1980 年 1 月至 4 月、1996 年 5 月至 7 月、1999 年 1 月至 2001 年 9 月、2002 年 4 月至 9 月）
- 海军 E 丝带– (1978, 1990, 1994, 1995, 1996, 1998)
- 西南亚服务奖章——（1991 年 2 月至 3 月）

## 相關內容
- 美國海軍驅逐艦列表